# Wenceslao Posse
Wenceslao Posse (San Miguel de Tucumán, c. 1815 - enero de 1900) fue un hacendado, comerciante, industrial y político argentino, que ejerció como gobernador de la Provincia de Tucumán en la década de 1860. Fue un importante pionero en la industria azucarera en su provincia.

## Biografía
Hijo del industrial azucarero Vicente Posse y hermano de Emidio, Juan y Ramón Posse, estudió en su ciudad natal, con el francés Felipe Bertrés. En 1833 se estableció en Chascomús con su hermano Ramón, instalando una pulpería. 
Participó en la Revolución de los Libres del Sur en 1839, y después de la derrota fue indultado por Prudencio Rosas. Se unió a la comitiva del general Lamadrid, pasado al Partido Federal, en su viaje a la provincia de Tucumán. Cuando Lamadrid volvió a las filas de los unitarios, se unió a las fuerzas militares de la Coalición del Norte. Después de la batalla de Famaillá emigró a Bolivia.
Regresó a Tucumán en 1844, y al año siguiente levantó en Cruz Alta el ingenio azucarero "Esperanza", bastante primitivo en un principio. Más tarde lo modernizó bastante, y sería uno de los primeros ingenios en instalar motores a vapor. Los cañaverales del ingenio llegaban casi desde el río Salí hasta el límite con la provincia de Santiago del Estero.
En 1856 fue elegido diputado provincial, y se unió con el resto de su familia al Partido Unitario o liberal. Fue un partidario ferviente del cura José María del Campo, el caudillo unitario tucumano, y varias veces fue diputado.
Cuando su primo José Posse –amigo de Sarmiento– llegó al gobierno provincial, integró el elenco gobernante ocupando varios puestos distintos. Varios otros miembros de la familia Posse ocupaban cargos públicos.
Fue elegido gobernador para suceder a su primo y subió al gobierno el 10 de abril de 1866. Nombró su ministro de gobierno al cura Campo. Además hizo nombrar presidente de la legislatura a su primo Ángel Talavera, santiagueño. 
Su gobierno estuvo orientado a las cuestiones financieras: consolidó –convirtió en bonos de plazos e intereses fijos– la deuda provincial; obtuvo un crédito en Buenos Aires; mantuvo la publicación de los presupuestos y rendiciones de cuentas, etc. Trasladó el hospital de la Capital y creó varias escuelas.
En febrero de 1867 partió hacia el sur de la provincia, acompañando al ejército tucumano que marchó hacia La Rioja, a pelear contra los federales de Cuyo y contra Felipe Varela, dejando en el mando a su primo, el "tuerto" Talavera. Acompañando al cura Del Campo, que era el jefe de la división tucumana, ocuparon Catamarca y La Rioja. Pero se enfrentaron a la ambición del general Antonino Taboada, que controló la situación política riojana, y que vencería a Varela.
Reasumió el mando en abril, pero ya el liberalismo estaba dividido: por un lado, los amigos del caudillo santiagueño Manuel Taboada, aliado incondicional del presidente Bartolomé Mitre y de su candidato a presidente, Rufino de Elizalde. Por el otro, Campo y los Posse, que apoyarían la candidatura de Sarmiento, en parte por la amistad de éste con José Posse. 
Los antiguos federales moderados, que se aliaron con el bando opositor hasta llegar a formar con parte de los amigo de Campo el Partido Autonomista.
Los enemigos de Posse y Campo se unieron en su contra: el vicepresidente Marcos Paz, Octavio Luna, Uladislao Frías, Federico Helguera y otros. La revolución, cuya milicia fue organizada por Taboada, estalló a principios de junio de 1867; el gobernador fue llevado preso a la casa del doctor Tiburcio Padilla, una mansión en que fue obligado a permanecer hasta que renunció, el 30 de junio. En su lugar fue elegido Octavio Luna.
Se retiró a Buenos Aires, donde exigió al vicepresidente Paz –a cargo del gobierno nacional– la intervención federal de su provincia. Paz respondió que Posse había renunciado y que la Legislatura había aceptado la renuncia.
Se radicó por un tiempo en la provincia de Buenos Aires; compró una estancia en Lobería, y en la Capital del país participó en varias comisiones de bien público: de salubridad, de instrucción pública, etc.
Regresó a Tucumán a mediados del gobierno de Sarmiento, después de la muerte de Manuel Taboada. Volvió a manejar el ingenio Esperanza, que llegó a ser el más moderno de su tiempo, y uno de los más productivos, base de la actual localidad de Delfín Gallo
La escuela primaria 16 del Distrito Escolar 1, en la Capital Federal, lleva su nombre.